# Saint-Offenge-Dessous
Saint-Offenge-Dessous est une ancienne commune française, située dans le département de la Savoie en région Auvergne-Rhône-Alpes.
Elle a fusionné le 1er janvier 2015 avec la commune de Saint-Offenge-Dessus, sous le régime juridique des communes nouvelles instauré par la loi no 2010-1563 du 16 décembre 2010 de réforme des collectivités territoriales pour créer la commune nouvelle de Saint-Offenge.

## Géographie
La commune de Saint-Offenge-Dessous se situe sur le versant occidental du massif des Bauges. Ce massif forme un vaste losange entre lac d'Annecy, lac du Bourget et vallée de l'Isère. Saint Offenge-Dessous est donc à 12 km d'Aix-les-Bains et à un peu moins de 30 km d'Annecy et de Chambéry.
La commune fait partie du parc naturel régional du Massif des Bauges.

## Toponymie
La paroisse est mentionnée au début du XIIIe siècle, sous la forme Sancta Euphemia (1213), puis au siècle suivant, Cura Se Eufemie superioris (vers 1344),. Au XIVe siècle, on trouve Sancto Offengio et Curatus Sancte Euphemie inferius.
Le nom provient d'une déformation de sainte Euphémie, vierge et martyre, morte en Chalcédoine sous Dioclétien, au début du IIIe siècle,. Le nom est à l'origine fémin, Sainte-Offenge, avant de prendre la forme masculine actuelle.
En francoprovençal, le nom de la commune s'écrit Sant-Ofinzho-dzo, selon la graphie de Conflans.

## Histoire
Les pourtours du massif mais aussi le cœur des Bauges ont livré des traces d’occupation humaine dès l’âge du fer, puis à l’époque gallo-romaine, enfin durant le Haut Moyen Âge : structures d’habitat avec mosaïque à la Motte en Bauges, éléments d’amphores et d’aqueduc à Saint-François-de-Sales, sépultures, monnaies, armes.
Ainsi, à Saint-Offenge-Dessous ont été mises au jour, à la fin du XIXe siècle, des tombes sous tuiles contenant un vase et des monnaies, datées de 250 à 600 après Jésus-Christ .
Le 24 juillet 1785 les communautés du Montcel et des deux Saint-Offenge étaient affranchies de leurs redevances à leur seigneur, le comte de Clermont marquis de Mont Saint Jean, en fait en application de l’affranchissement général de 1771, elles lui rachetaient ces droits. 
Ce contrat d’affranchissement représentait une somme de 15 790 livres dont 1861 soit 12 % auront été payés en 1792, quant à la faveur du rattachement à la République française ces dettes seront annulées.
L'enquête agricole de 1862 recensait 127 exploitations agricoles, dont 110 en pleine propriété. Un tiers d'entre elles avaient moins de 5 hectares, et 36 de 5 à 10 hectares. Le bétail est composé de 411 bovins, 114 moutons, 30 porcs, 24 chèvres, 250 animaux de basse-cour et 100 ruches. La commune possédait aussi des activités artisanales, un charron, trois tisserands.
Cette petite commune possédait un POS, Plan d'Occupation des Sols, en 1984, et la municipalité précédente a donc transformé ce POS en PLU, Plan Local d'Urbanisme, depuis le 7 septembre 2004. Une vingtaine de constructions par an, et un groupe scolaire qui est utilisé par les deux communes, qui est à saturation, avec 99 enfants scolarisés en 2010. La Fromagerie, est au centre du village.
Année 2008 classée en catastrophe naturelle par les très fortes pluies du 10 juin 2008, et avec de très importantes précipitations le 12 septembre 2008 à nouveau qui produisirent, les mêmes effets[réf. nécessaire].

## Politique et administration
| Période                                  | Période | Identité             | Étiquette | Qualité |
| ---------------------------------------- | ------- | -------------------- | --------- | ------- |
| 1945                                     | 1977    | Marcellin Grellier   |           | ...     |
| 1977                                     | 1995    | François Rassat      |           | ...     |
| 1995                                     | 2008    | Jean-François Burnat |           | ...     |
| 2008                                     | 2015    | Bernard Gelloz       |           | ...     |
| Les données manquantes sont à compléter. |         |                      |           |         |

Au 1er janvier 2015, les deux communes de Saint-Offenge-Dessous et Saint-Offenge-Dessus « fusionnent » pour créer une nouvelle commune, Saint-Offenge.

## Démographie
L'évolution du nombre d'habitants est connue à travers les recensements de la population effectués dans la commune depuis 1793. À partir du 1er janvier 2009, les populations légales des communes sont publiées annuellement dans le cadre d'un recensement qui repose désormais sur une collecte d'information annuelle, concernant successivement tous les territoires communaux au cours d'une période de cinq ans. 
Pour les communes de moins de 10 000 habitants, une enquête de recensement portant sur toute la population est réalisée tous les cinq ans, les populations légales des années intermédiaires étant quant à elles estimées par interpolation ou extrapolation. Pour la commune, le premier recensement exhaustif entrant dans le cadre du nouveau dispositif a été réalisé en 2006,.
En 2012, la commune comptait 692 habitants, en évolution de +22,48 % par rapport à 2007 (Savoie : +3,87 %, France hors Mayotte : +2,49 %).
| 1793 | 1800 | 1806 | 1822 | 1838 | 1848 | 1858 | 1861 | 1866 |
| ---- | ---- | ---- | ---- | ---- | ---- | ---- | ---- | ---- |
| 505  | 557  | 638  | 672  | 788  | 737  | 639  | 643  | 644  |

| 1872 | 1876 | 1881 | 1886 | 1891 | 1896 | 1901 | 1906 | 1911 |
| ---- | ---- | ---- | ---- | ---- | ---- | ---- | ---- | ---- |
| 678  | 669  | 632  | 655  | 626  | 541  | 522  | 512  | 502  |

| 1921 | 1926 | 1931 | 1936 | 1946 | 1954 | 1962 | 1968 | 1975 |
| ---- | ---- | ---- | ---- | ---- | ---- | ---- | ---- | ---- |
| 400  | 388  | 367  | 346  | 294  | 308  | 261  | 239  | 228  |

| 1982 | 1990 | 1999 | 2006 | 2011 | 2012 | - | - | - |
| ---- | ---- | ---- | ---- | ---- | ---- | - | - | - |
| 299  | 421  | 491  | 566  | 672  | 692  | - | - | - |

Une petite commune avec au 31 décembre 2008 :
~~ 566 habitants, ~~ 213 ménages, ~~ 85 % de résidences principales ~~
~~ 273 actifs, 20 chômeurs, 142 autres actifs, 97 retraités, 34 élèves étudiants-stagiaires, et 99 élèves dans le groupe scolaire.

## Culture locale et patrimoine

### Lieux et monuments
Tous les ans depuis une trentaine d'années, les deux communes de Saint-Offenge-Dessous et Saint-Offenge-Dessus organisent le troisième week-end de juillet la « Fête du Gruyère » : outre le concours d'Emmenthal[Passage contradictoire] auquel participent de nombreuses fruitières de la région, le dimanche est aussi marqué par des spectacles folkloriques.
Chaque année, au 3e dimanche de juillet, c'est la fête du village, qui a lieu autour de la salle des fêtes.

### Personnalités liées à la commune
- Joseph de Montfalcon du Cengle (1732-1793), natif, né au château de Saint-Offenge, archevêque de Tarentaise.
- François Gros (1801_1883), natif, évêque de Tarentaise (1867-1873).
- Paul Guichonnet. Bien que né à Megève (Haute-Savoie) en 1920, il est attaché à Saint-Offenge-Dessous par son grand-père qui y est né, et où il conserve de la famille.